# Гуилья
Гуилья (итал. Guiglia) —  коммуна в Италии, располагается в регионе Эмилия-Романья, подчиняется административному центру Модена.
Население составляет 3737 человек (на 2001 г.), плотность населения составляет 76,3 чел./км². Занимает площадь 48,98 км². Почтовый индекс — 41052. Телефонный код — 059.
Покровителем  коммуны почитается святой Геминиан Моденский. Праздник ежегодно празднуется 31 января.